# Извор Дашчара
Извор Дашчара је, по веровању, извор лековите и свете воде који се налази западно од села Бискупље у општини Велико Градиште.
Предео Дашчаре неодољиво подсећа на пејсаже многих манастира, манастиришта и светих вода у Браничеву и наводи на помисао да је ту некада био манастир, али давно порушен, тако да није сачуван у колективном памћењу.
Према казивању старијих људи у селу над извором је дуго постојала капела плотара, коју је саградио Стока, предак данашњих Стокића у Бискупљу. Обновљена је 1989. године, када је саграђена од чврстог материјала данашња капела димензија 6 x 4m. Извор је одувек био посвећен Светој Петки (Трновој) и на њен дан се сваког 8. августа по новом календару овде окупљао народ из околних места.
Раније су посетиоци из удаљених села долазили увече да би преноћили у посебно за то саграђеној згради и ујутру рано излазили на свету воду да се умију. Светост места потиче из претхришћанских времена, као и светост Мининих вода код Пожаревца па и неких других извора у Браничеву. Простор је табуисан, па се сматра великим грехом сечење околне шуме и одношење било чега са овог места.